# Noir Désir
Noir Désir fue un grupo de rock francés muy popular, fundado en Burdeos en 1985 por el cantante Bertrand Cantat, el batería Denis Barthe, el guitarrista Serge Teyssot-Gay y el bajista Frédéric Vidalenc (reemplazado en 1996 por Jean-Paul Roy). Su nombre significa "Deseo negro". A lo largo de los años se han hecho muy famosos en Francia, editando álbumes cada pocos años.

## Historia
Bertrand Cantat y Serge Teyssot-Gay asistían juntos al instituto en 1980. Al decidir tocar juntos se les unió Denis Barthe meses más tarde. La formación inicial del grupo sería complementada por el primer bajista, Vincent Leriche. 
En 1982, Vincent y Serge abandonan el grupo con la intención de formar el dúo B.A.M. Fréderic Vidalenc, miembro del grupo Dernier Métro (Último Metro) se incorpora como bajista, y Luc Robene se encargaría del puesto de guitarrista. Bertrand Cantat abandona igualmente Noir Désir en 1983, pero vuelve seis meses más tarde, después de haber sido reemplazado por Emmanuel Ory-Weil (quien sería el mánager oficial del grupo). Serge retorna al conjunto en 1985; esta configuración duraría diez años más:
- Betrand Cantat: voz
- Frederic Vidalenc: bajo
- Serge Teyssot-Gay: guitarra
- Denis Barthe: batería

En los comienzos del grupo se puede notar claramente la admiración de Bertrand por Jim Morrison, poeta y cantante del grupo estadounidense The Doors, vistiendo por ejemplo pantalones de cuero y collares indios. Dicha influencia también se nota sobre el escenario con algunas conductas de Cantat. A veces incluso se afirma que en alguna de las canciones que Bertrand canta en inglés su voz se asemeja a la de Morrison. 
El primer álbum del Noir Désir saldría al mercado en 1987. Se trata de un "mini-álbum" producido por Théo Hakola, cantante del grupo Passion Fodder. El álbum se titula Où veux-tu qu'je r'garde? (¿Dónde quieres que mire?). El éxito llegaría en 1989 con el siguiente trabajo, Veuillez rendre l'âme - à qui elle appartient (Por favor, entregue el alma a quien pertenezca). Recibieron el premio de la prensa especializada "Bus de Acero". Llegaron a dar conciertos en la Unión Soviética. Su tema "Aux sombres héros de l'amer" (A los sombríos héroes de lo amargo) fue muy emitido en la radio francesa. Este hecho no es muy bien recibido por el grupo, rechazando ser catalogados como "grupo para amas de casa de 50 años". Años más tarde, Cantat mostraría su irritación por el éxito de dicha canción, que no fue comprendida en su justo valor ni en su doble sentido. En uno de los conciertos de la gira, Cantat se desmayaría debido al daño que ya iba causando a su garganta.
Sus dos discos siguientes, Du ciment sous les plaines (Cemento bajo las llanuras) en 1991 y Tostaky (contracción de la expresión en español TOdo eSTÁ AQUÍ) en 1993, muestran una impresión más oscura y violenta que recuerda una esfera más bien underground (dada la sonoridad purificada y profundamente roquera de Tostaky). Noir Désir crea así la esencia de sus actuaciones sobre escenario. Muestra de ello es la gira del álbum Dies Irae (en latín, El día de la Ira) de 1994, tras la cual Betrand Cantat sería operado por primera vez de las cuerdas vocales, debido a los numerosos y fuertes aullidos y voces que imprime en todos sus temas. En 1995 lanzarían una primera recopilación, llamada Compilation.
Tras este frenético periodo, los miembros de Noir Désir deciden darse un descanso por su cuenta. El bajista Fréderic Vidalenc dejaría definitivamente el grupo y su lugar sería ocupado por Jean Paul Roy. De modo que la formación quedará así:
- Betrand Cantat: voz y guitarra
- Serge Teyssot-Gay: guitarra
- Jean Paul Roy: bajo
- Denis Barthe: batería

En 1996 el grupo vuelve a los conciertos con 666.667 Club. Siguen con su rock personal, y consiguen un enorme éxito mediático con temas políticamente polémicos como "Un Jour en France" (Un día en Francia) o "L'Homme pressé" (El Hombre con prisa). Ganarían dos premios Victoria de la Música, el de mejor grupo del año y a la mejor canción, esta última. Aun así, dado su rechazo a este tipo de eventos, no estuvieron presentes ni recogieron sus galardones. Noir Désir asume mejor su renombre, y se permite defender causas asociativas que en realidad no le alejan mucho de su público. La gira que le sigue finaliza igual para Cantat: una nueva operación de cuerdas. 
La madurez llega al grupo y se abren a nuevos horizontes. En 1997 publican un álbum de remixes, One Trip/One Noise (Un Viaje/Un Sonido) con versiones retocadas de su propio repertorio. En 2000 sacan el triple disco-recopilación Long Box (Gran Caja). Un año más tarde grabarían su último álbum de estudio hasta el momento: Des Visages, Des Figures (Rostros, Figuras). Esta obra cuenta con numerosos artistas invitados: Nicolas Sansano, Akosh Szelevényi, Manu Chao, Romain Humeau, Bob Coke, Brigitte Fontaine ; y durante toda la gira consiguiente Christophe Perruchi les acompañará en los teclados. 
Dejando de lado la violencia eléctrica de las dos obras precedentes en favor de unas tonalidades más melodiosas y cuidadas, el sencillo "Le Vent nous portera" (El viento nos llevará), es bien recibido por la crítica y aún más por el público. Se situó n.º 3 en las ventas francesas. 
En el año 2003 Betrand Cantat mató a su novia, la actriz Marie Trintignant, mientras rodaba un filme en Vilna (Lituania). Bertrand dio una paliza a su pareja y la dejó en coma cerebral irreversible. Marie falleció al cabo de 5 días en un hospital de París.  Cantat fue juzgado y condenado, el 29 de marzo de 2004, a ocho años de prisión por "golpes con resultado de homicidio involuntario" y "no asistencia a persona en peligro". El procesamiento de Cantat supuso el cese por el momento de Noir Désir.
Al margen de la evolución puramente musical, Noir Désir siempre ha presentado en sus canciones unas letras bien trabajadas, creadas por el propio Cantat, donde se mezclan retruécanos literarios, juegos de palabras e incluso algún popurrí, para formar una prosa poética de una riqueza y fuerza muy particulares. Bertrand ha compuesto numerosos temas en inglés, y también ha usado en alguna ocasión el español (como el estribillo de "Tostaky" o la versión "Hasta tu estrella" de "À ton Étoile"). De hecho, el cantante pasó una temporada en México.
Como influencias para Noir Désir cabe destacar: The Velvet Underground, The Doors, The Clash, The Sex Pistols, Eiffel, Louise Attaque o Saez.

## Noir Désir militante
Noir Désir es un grupo militante contra la mundialización capitalista, como se muestra en las canciones "The Holy Economic War" (La guerra santa económica), "L'homme pressé" (El hombre presionado, donde arremete contra los poderosos de la comunicación), "L'Europe" (Europa, donde ataca su carácter capitalista); y contra el fascismo, con temas como "Here it comes slowly" (Aquí viene lentamente) o "Un jour en France" (Un día en Francia, en la que hace referencia al partido francés de extrema derecha Frente Nacional).
Durante la ceremonia de los premios Victoria de la Música, Bertrand Cantat habla negativamente de Jean-Marie Messier, entonces presidente de Vivendi Universal, productora y distribuidora de Noir Désir. En el acto, el cantante declaró acerca de Messier que "vivimos en el mismo planeta, pero decididamente no somos del mismo mundo" mientras el presentador del evento se mostraba desorientado. 
Por otra parte, el grupo ha participado en varios conciertos caritativos, y participa en iniciativas en favor de la libertad del Tíbet, la lucha contra el cólera en Perú, la protección de los indígenas de Chiapas, las relaciones Norte-Sur, etc.

## Actualidad
En 2004 finalizan un trabajo que habían iniciado en 2002, el doble CD Noir Désir en public (Noir Désir en público); y el doble DVD Noir Désir en images (Noir Désir en imágenes), acerca de su última gira. Ambas obras estuvieron en los primeros puestos de las listas de ventas francesas, e incluso el DVD consiguió nuevamente un premio Victoria de la Música en 2006. 
En 2005, ya sin su cantante, Noir Désir participa en la banda sonora de la película Enfermés dehors (Encerrados afuera, aunque no se ha traducido su título oficialmente). Además son tomados temas suyos como "7 minutes", "Oublié" (olvidado) y "En route par la joie" (En camino hacia la felicidad). En octubre de ese mismo año los miembros de Noir Désir mostraron la posibilidad de volver a grabar en el futuro una vez Cantat haya salido de prisión. En realidad, están obligados por contrato a sacar un álbum con la discográfica Barclay. 
En mayo de 2006, el batería Denis Barthe y el primer bajista Frederic Vidalenc tocaron juntos por primera vez desde la separación del grupo, en el Festival de las Tierras Nuevas.
Jean Paul Roy, el último bajista, ha acompañado al compositor francés Yann Tiersen (autor de las bandas sonoras de Amélie o Good Bye, Lenin) por su gira, que llegó a visitar España. En realidad Tiersen ya había trabajado en conciertos con Noir Désir en 1998.
En octubre de 2007 Cantat ha salido de prisión tras haber cumplido la mitad de su condena de ocho años, lo que ha provocado la manifestación de grupos feministas y de la propia familia Trintignant. En noviembre de 2008, mediante su página web, han publicado dos nuevos temas. Uno se titula "Gagnants/Perdants" (Ganadores/Perdedores), y el otro es una versión del emblemático tema de la Comuna de París, "Le temps des cerises" (El tiempo de las cerezas). Después de treinta años de existencia, el baterista Denis Barthe anunció el 30 de noviembre de 2010 la desaparición del grupo.

## Discografía

### Álbumes
- Où veux tu qu'je r'garde? (1987)
- Veuillez rendre l'âme (à qui elle appartient) (1989)
- Du ciment sous les plaines (1991)
- Tostaky (1993)
- Dies Irae (live) (1994)
- Compilation (1995)
- 666667 Club (1996)
- One Trip / One Noise (1997 - remezclas)
- Long Box (2000 - recopilatorio)
- Des visages des figures (2001)
- Noir Désir en public (CD) y Noir Désir en images (DVD) (2004)
- Noir Désir en public (live) (2005)

### Singles
- Où veux-tu qu'je r'garde? (1987)
- Toujours être ailleurs (1987)
- Aux sombres héros de l'amer (1989)
- Les Écorchés (1989)
- Tostaky (le continent) (1992)
- Versions (1992)
- Lolita nie en bloc (1993)
- Ici Paris (1993)
- Marlène (live) (1994)
- À ton étoile (1997)
- L'Homme pressé (1997)
- One trip one noise (Treponem pal mix by Rasboras Inc) (1998)
- Fin de siècle (G.L.Y.O.) (Andrej mix) (1998)
- Le vent nous portera (2001)
- Lost (2002)
- Noir désir live (2005)

## Galardones
- Grupo del año, premios Victoria de la Música (1998)
- Canción del año: L'Homme Pressé, premios Victoria de la Música (1998)
- Álbum rock del año: Des Visages, des figures, premios Victoria de la Música (2002)
- Videoclip del año: Le Vent nous portera, premios Victoria de la Música (2002)
- DVD musical del año: En Images, premios Victoria de la Música (2006)